# Хотепсехемуи
Хотепсехемуи („две силе су у миру“, име на грчком: Боетос) био је староегипатски владар (фараон), оснивач друге династије. Владао је у рано династичко доба око 2845—2825. године п. н. е. Дужина његове владавине је била 25 или 29 година, а Манетон му приписује владавину од 38 година.
Није познато да ли је био син фараона Ка'а, али је могуће да је постао фараон женидбом за принцезу наследницу. Саградио је споменике фараону Каа и можда организовао његову сахрану. Печати са Хотепсехемуијевим именом пронађени су изван гробнице фараона Каа у Абидосу.
Мало је познато о времену када је владао Хотепсехемуи. Извори из тог времена говоре о томе да је власт преузео после периода политичких немира. Доказ за то би могла бити чињеница да је Кааова гробница похарана у доба краја прве династије, а да ју је Хотепсехемуи обновио. Друга индикација би могло бити „миротворачко“ име фараона. Судећи по „капели беле круне“ коју је подигао, његово порекло или политичка моћ потицали су из Горњег Египта. Отисци печата говоре о томе да је себи подигао резиденцију под именом „Хорус - сјајна звезда“. Манетон помиње да се за време Хотепсехемуија земља отворила код Бубастиса и да су многи страдали. Извесно је да је у питању био земљотрес.
Фараон Хотепсехемуи је вероватно сахрањен је у Сакари.